# 乌栋时期
乌栋时期是柬埔寨历史上的一个时期，在斯雷桑托时期之后，为黑暗时代中的最后一个时期。在这段时期中，柬埔寨彻底沦为暹罗（今泰国）和越南的附庸国，并成为二国争夺印度支那半岛霸权战场。
1620年，吉·哲塔二世迁都到乌栋。此时，越南的阮主阮福源断绝了自己与北方后黎朝的关系，开始割据越南南方。吉·哲塔二世摆脱了暹罗的控制，向阮主寻求保护。吉·哲塔娶阮福源之女玉万（柬埔寨称其为Neak Ang Chov）为妻，并允许越南人在波雷诺哥（今越南胡志明市）定居，随后，又允许这些越南人建立自己的税收机构。此后，在越南的南进中，大量越南人迁入波雷诺哥一带，将这里越南化，这很大程度上切断了柬埔寨通往外部世界的出海口，使之与世隔绝长达近两百余年。而18世纪河仙镇的鄚氏脱离柬埔寨独立后，这一局面更加恶化。
吉·哲塔二世死后，柬埔寨陷入争夺王位的内乱。在此期间，曾出现了一位信奉伊斯兰教的君主博涅赞。他在马来族穆斯林的帮助下诛杀了共治王乌迭并夺取王位，改名为易卜拉欣苏丹。他与众不同的信仰不被柬埔寨人接受。乌迭的儿子安索（Ang Sur）举兵反叛，但失败。在阮福玉万的建议下，安索向越南阮主求助，最终成功推翻了博涅赞，登基成为巴隆列谢五世。作为回报，他允许越南人来柬埔寨定居，给予他们土地，并承诺向阮主进贡。此后越南不断向这些地区殖民，并通过制度化的方式，从柬埔寨攫取一大片土地，柬埔寨最终丧失了湄公河三角洲被称为“下柬埔寨”的地区，也为后世高棉人埋下了反越情绪的种子。
在吉·哲塔二世之后，柬埔寨朝廷分裂为亲暹罗派和亲越南派两大派系，依靠外国势力互相争斗。18世纪至19世纪期间，这一争斗达到了白热化，柬埔寨陷入长期的内战，并不断遭受暹罗和越南的入侵。暹罗趁越南爆发西山起义之机控制了柬埔寨。安赞二世在位期间，为了摆脱暹罗的控制，执行亲越南政策，然而最后导致了越南加强对柬埔寨的控制，于1835年在柬埔寨境内设立镇西城。1840年，越南废除安眉的王位，对柬埔寨进行直接统治。这引起柬埔寨人的愤怒，全国各地都爆发了反对越南统治的起义，暹罗也趁机介入。最终，越南同意将其势力从柬埔寨撤离，安东登基为王，柬埔寨恢复独立。虽然暹罗仍在柬埔寨派驻军队和政治顾问，但与之前不同的是，柬埔寨国王拥有很大的政治决策权。
安东一直希望摆脱柬埔寨与暹罗、越南之间的关系，寻求向西方世界靠拢，为后世柬埔寨接受法国保护埋下伏笔。1860年，安东去世后，其子诺罗敦继位。面对国内的反叛，诺罗敦于1863年接受法国的保护，自此乌栋时期及黑暗时代结束。